# 7061 Pieri
7061 Pieri eller 1991 PE1 är en asteroid i huvudbältet som upptäcktes 15 augusti 1991 av den amerikanske astronomen Eleanor F. Helin vid Palomar-observatoriet. Den är uppkallad efter amerikanen David C. Pieri.